# Novovasîlivka, Mahdalînivka
Novovasîlivka (în ucraineană Нововасилівка) este un sat în comuna Prîiut din raionul Mahdalînivka, regiunea Dnipropetrovsk, Ucraina.

## Demografie
Componența lingvistică a localității Novovasîlivka
     Ucraineană (88,76%)
     Rusă (10,11%)
Conform recensământului din 2001, majoritatea populației localității Novovasîlivka era vorbitoare de ucraineană (88,76%), existând în minoritate și vorbitori de rusă (10,11%).